# Indiana (miasto)
Indiana – miasto w Stanach Zjednoczonych, w stanie Pensylwania, siedziba hrabstwa Indiana. W 2010 roku liczyło 13 975 mieszkańców.